# District de Mende
Le district de Mende est une ancienne division territoriale française du département de la Lozère de 1790 à 1795.
Il était composé des cantons de Mende, Allenc, Bagnols-les-Bains, Chanac, Rieutort, Saint-Amans, Saint-Étienne et Sainte-Ennimie.